# Shotel

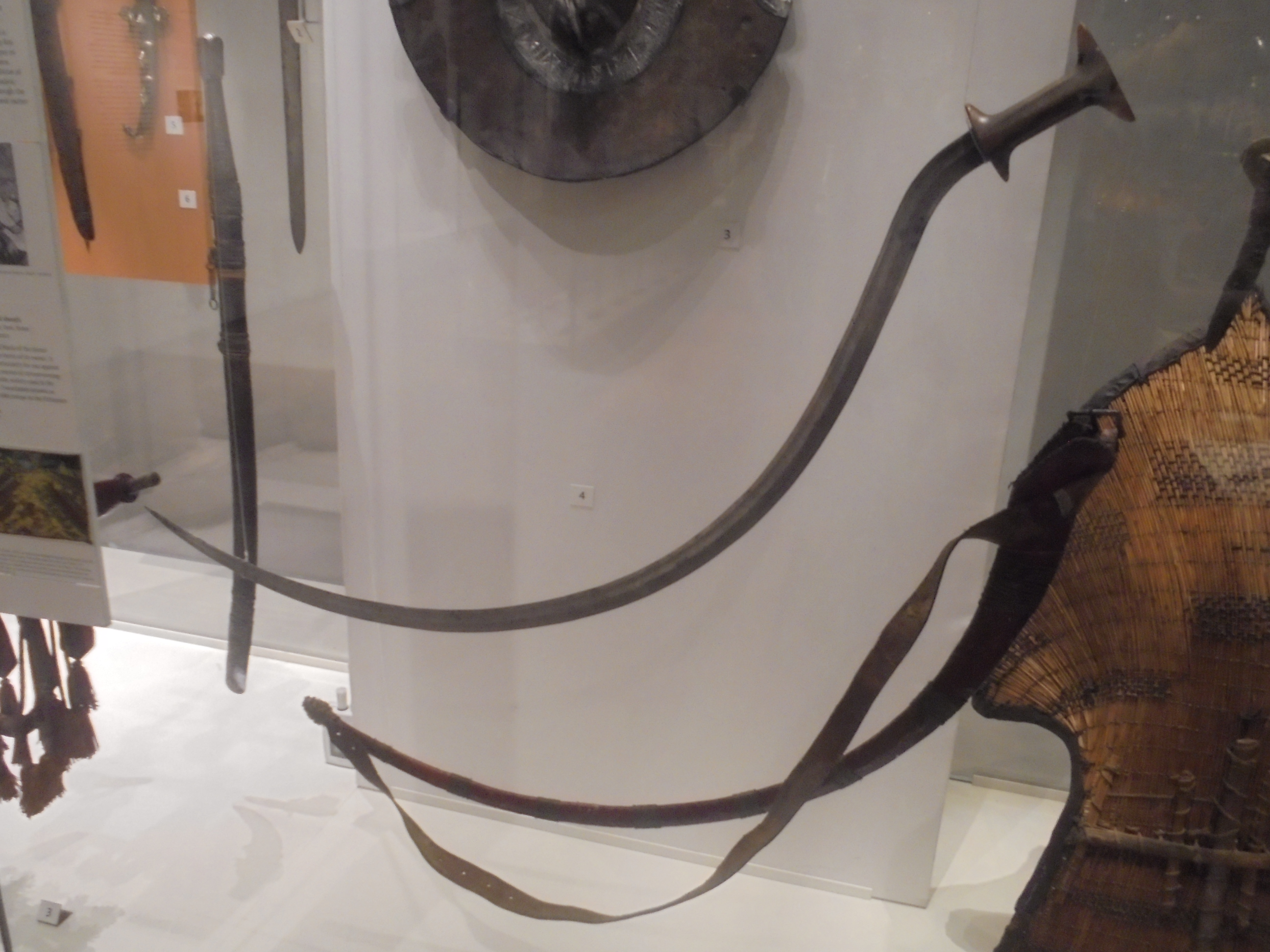
Shotel et son fourreau (collection du British Museum).

Un shotel est un type d'épée courbée, originaire d'Abyssinie (ancienne Éthiopie). Par extension, le terme shotelai désignait les guerriers armés de shotels. La lame mesure environ 1 mètre de long et était transportée dans un fourreau en cuir.
Le shotel pouvait être utilisé à cheval, mais plus classiquement, il était utilisé à pied pour crocheter l’adversaire derrière son bouclier ou tout autre moyen de défense.